# Litauische Eishockeyliga 1991/92
Die Saison 1991/92 war die erste Spielzeit der litauischen Eishockeyliga, der höchsten litauischen Eishockeyspielklasse. Meister wurde zum ersten Mal in der Vereinsgeschichte überhaupt der SC Energija.